# Junpei Kusukami
Junpei Kusukami (楠神 順平?, Kusukami Junpei; Aishō, 27 agosto 1987) è un ex calciatore giapponese, di ruolo centrocampista.

## Carriera

### Kawasaki Frontale
Junpei Kusukami fa il suo esordio con il Kawasaki Frontale nel 2009 ma comincia ad essere impiegato con continuità nel corso della stagione arrivando a collezionare 20 presenze e 3 reti.
Dopo 4 stagioni con il club di Kanagawa arriva a collezionare 70 presenze condite con 9 reti.

### Cerezo Osaka
Nel 2013 passa al Cerezo Osaka rimanendoci per 3 stagioni e ottenendo 71 presenze e 4 reti ed anche una retrocessione del proprio club nel 2014.

### Western Sydney Wanderers
Il 18 luglio 2016 firma con il Western Sydney Wanderers divenendo il 4º giocatore giapponese nella storia del club.